# Bob Maas
Adrianus Lambertus Joseph „Bob“ Maas (* 18. Oktober 1907 in Jakarta, Niederländisch-Indien; † 17. Dezember 1996 in Hilversum) war ein niederländischer Segler.

## Erfolge

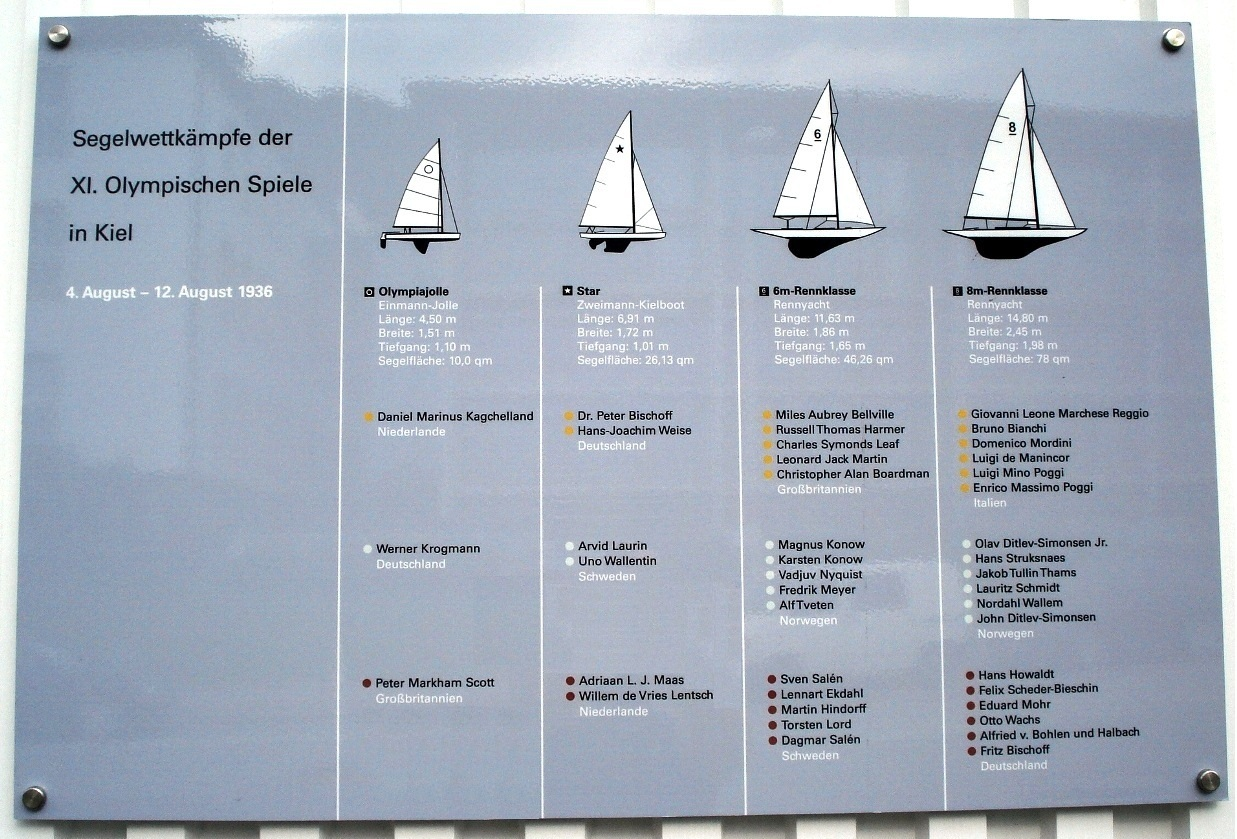
Informationstafel mit den Ergebnissen der olympischen Segelwettbewerbe 1936 am Tor zum Sportboothafen Düsternbrook in Kiel, dem damaligen „Olympiahafen Düsternbrook“

Bob Maas nahm an vier Olympischen Spielen teil. Bei seinem Olympiadebüt 1932 in Los Angeles ging er an gleich zwei Konkurrenzen an den Start. Im Starboot belegte er mit seinem Bruder Jan den sechsten Platz, während ihm im in der Einhand-Jolle Snowbird ein Medaillengewinn gelang. Mit 85 Punkten wurde er hinter Jacques Lebrun und vor Santiago Amat Zweiter, womit er sich die Silbermedaille sicherte. Vier Jahre darauf segelte er bei den Spielen in Berlin, deren Segelregatten auf der Kieler Förde vor dem Olympiahafen Düsternbrook in Kiel ausgetragen wurden, nur im Starboot. Mit Willem de Vries Lentsch gewann er als Dritter die Bronzemedaille hinter den Deutschen Peter Bischoff und Hans-Joachim Weise sowie Arvid Laurin und Uno Wallentin aus Schweden. Auch bei den Olympischen Spielen 1948 in London gewann er im Starboot Bronze, diesmal gemeinsam mit Edward Stutterheim. Sie erzielten 4731 Punkte und schlossen die Konkurrenz hinter den Vater-Sohn-Duos Hilary und Paul Smart aus den Vereinigten Staaten sowie den Kubanern Carlos de Cárdenas Culmell und Carlos de Cárdenas Plá auf dem dritten Rang ab. 1952 in Helsinki kamen Maas und Stutterheim nicht über den achten Platz hinaus.
Maas bestritt bis in die 1960er-Jahre mit abnehmendem Erfolg internationale Regatten. Beruflich importierte er Autos aus den Vereinigten Staaten, die er in Utrecht verkaufte.